# 布尔泰
布尔泰（義大利語：Bultei），是意大利撒丁大区萨萨里省的一个市镇。总面积96.61平方公里，人口1075人，人口密度11.1人/平方公里（2009年）。ISTAT代码为090018。